# Дом Иосифа Бреннера
Дом Иосифа Бреннера — двухэтажное здание с башней, находящееся на Петропавловской улице (ранее — Октябрьская) в Симферополе. Здание построено в 1903 году в стиле эклектики. Памятник архитектуры.

## История
Здание в начале 1903 году построил Иосиф Иванович Бреннер (1837—1919), купец первой гильдии, городской голова, член городской управы. Дом Бреннера расположился рядом с пожарным депо на Петропавловской площади, где находится Петропавловский собор. Архитектором выступил Ф. К. Киблер, выстроивший также в Симферополе лютеранскую кирху и часовню на немецком кладбище. Иосиф Бреннер скончался в 1919 году, после чего дом унаследовала его дочь. После установления советской власти дом был национализирован.
В начале XXI века здание было отреставрировано. В настоящее время в бывшем доме Бреннера размещается гостиница «Таврическая».
Приказом Министерства культуры и туризма Украины от 2012 года здание как «жилой дом» было включено в реестр памятников местного значения как памятник архитектуры. После аннексии Крыма Россией, постановлением Совета министров Республики Крым от 20 декабря 2016 года, дом был признан объектом культурного наследия России регионального значения как памятник градостроительства и архитектуры.

## Архитектура
Двухэтажное здание выполнено в стиле эклектики с элементами готики и позднего ренессанса из камня-известняка. Состоит из двух частей — жилого дома и башни. Выстроен на высоком цоколе. Интерьер дома украшен лепкой, камином и лестницей.
Башня выполняет эстетическую функцию. Несмотря на наличие пожарной части в непосредственной поблизости она никогда не выполняла роль пожарной каланчи.